# František Arnošt Šlik
František Arnošt hrabě Šlik z Holíče a Pasounu (německy Franz Ernst Graf Schlik, 1623 – 16. srpna 1675 Řezno) byl český šlechtic z ostrovské linie starého rodu Šliků. Zastával diplomatické funkce v Německu a v zemské správě v Čechách. Byl vlastníkem rozsáhlých statků v různých částech Čech a na Moravě. I přes četné majetkové ztráty v důsledku vysokého zadlužení patřil v polovně 17. století k největším pozemkovým vlastníkům v Čechách. Jeho hlavní rezidencí byl zámek Kopidlno.

## Život

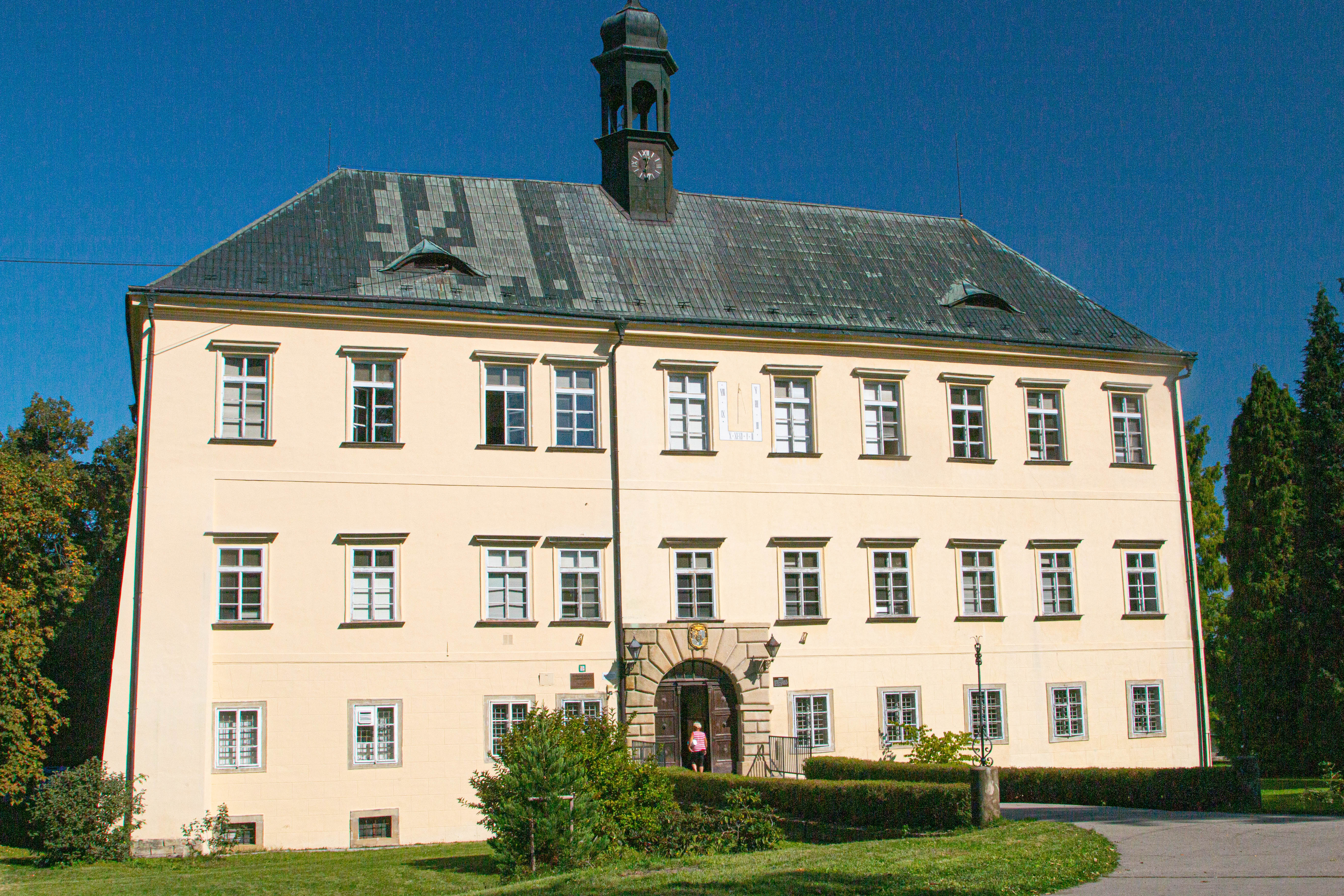
Zámek Kopidlno

Narodil se jako jediný syn Jindřicha Šlika (1583–1650) a jeho druhé manželky hraběnky Anny Marie Alžběty, rozené ze Salm-Neuburgu (1598–1647). Dětství strávil střídavě ve Vídni a na rodových statcích v Čechách. Po studiích se vydal na kavalírskou cestu, kterou jako syn polního maršála a prezidenta Dvorské válečné rady absolvoval s početným doprovodem a vlastním hofmistrem Johannem Zumsandem. V roce 1648 se zapsal ke studiu na univerzitě v Lovani a v krátké době studia dospěl k rozhodnutí stát se mnichem. Proti otcově vůli vstoupil do kartuziánského řádu. Po otcově úmrtí však nakonec z řádu vystoupil a převzal rodové dědictví. V návaznosti na společenský významný sňatek byl v roce 1652 jmenován členem říšské dvorní rady a byl pověřen několika diplomatickými úkoly v Svatá říše římská. V roce 1652 byl zároveň jmenován císařským komorníkem, v této hodnosti byl v roce 1657 potvrzen po nástupu císaře Leopolda I. Své aktivity v říšské radě ukončil v roce 1657, mezitím ale vstoupil do struktur zemské správy v Českém království, kde byl v roce 1656 jmenován přísedícím zemského soudu, z titulu této funkce byl také členem sboru místodržících. V pozdějších letech se ale více zaměřoval na správu rodového majetku.  

### Majetkové poměry a stavební aktivity

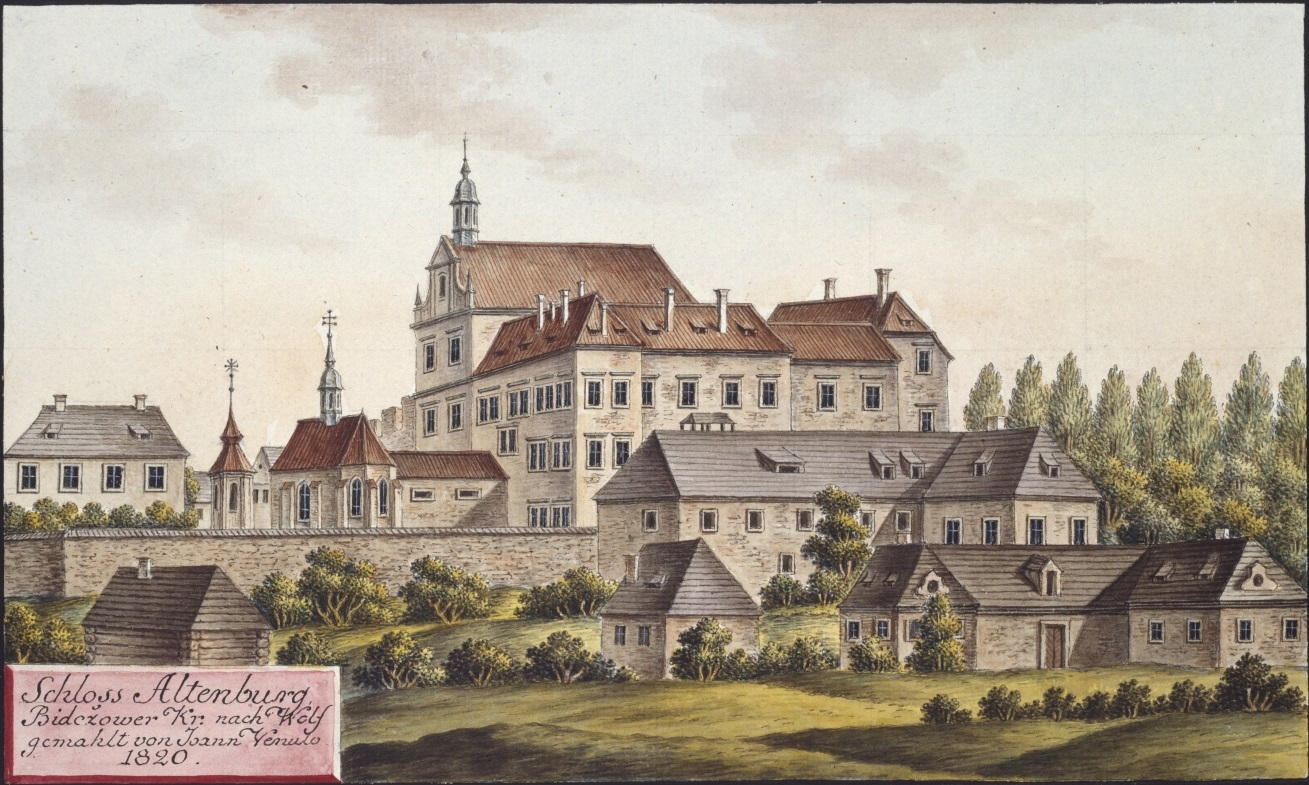
Zámek Staré Hrady

Jako jediný syn Jindřicha Šlika byl předurčeným dědicem několika rozsáhlých panství v západních a východních Čechách, k dědictví patřil také Šlikův palác v Praze na Hradčanech. Když František Arnošt vstoupil do řádu kartuziánů, jeho otec Jindřich sepsal novou závěť, v níž stanovil, že syn může dědictví převzít pouze s podmínkou vystoupení z řádu, jinak vše připadne dceři Marii Sidonii, provdané hraběnce Waldburgové (1626–1691). Po úmrtí Jindřicha Šlika přesvědčila Marie Sidonie svého bratra, aby rezignoval na mnišský život a převzal rodový majetek. Ten tak nakonec učinil a v letech 1651–1652 postupně převzal správu statků. V západních Čechách mu patřila panství Planá a Hauenštejn s připojeným statkem a městečkem Měděnec s výnosnou těžbou drahých kovů. Ve východních Čechách patřilo rodině rozsáhlé dominium vybudované Jindřichem Šlikem zahrnující panství Veliš–Staré Hrady–Kopidlno, které se nakonec stalo majetkovou základnou Šliků až do 20. století. Na Litoměřicku zdědil panství Ploskovice s 15 vesnicemi získané v hodnotě 76 500 zlatých Jindřichem Šlikem v průběhu konfiskace majetku zavražděného Albrechta z Valdštejna. Ploskovice jako jediné z otcovského dědictví přenechal sestře Marii Sidonii. S Ploskovicemi bylo v té době spojeno sousední panství Zahořany, které Šlikové získali také v procesu valdštejnských konfiskací. Toto panství prodal František Arnošt v roce 1652 za 50 000 zlatých císařskému generálovi Janu van der Croonovi. Dále byl vlastníkem panství Kunštát na jižní Moravě, které v roce 1658 prodal hraběti Ferdinandu Leopoldovi z Náchoda.
Závěť Jindřicha Šlika kromě obrovského majetku zahrnovala také vysoké dlužní závazky a velkorysý odkaz ve výši 50 000 zlatých jezuitské koleji v Chebu, která souvisela s tím, že Cheb byl Jindřichovým rodištěm. Tak vysokou částkou v hotovosti František Arnošt nedisponoval a s chebskými jezuity vedl dlouholetý spor. Jako kompenzaci jim mimo jiné nabídl panství Hauenštejn, což jezuité odmítli a v zájmu finančního vyrovnání nakonec prodal svá západočeská panství, čímž skončila významná historická kapitola působení Šliků v západních Čechách sahající do 15. století. Původně střídal pobyty ve východních Čechách a na zámku Planá. Plané potvrdil v roce 1661 městská privilegia a městský znak rozšířil o heraldické prvky z rodového erbu Šliků. Naopak v hornickém městečku Měděnec kvůli úbytku obyvatel omezoval městská práva především v oblasti vaření piva a odběru soli.  Kvůli finančním závazkům k chebským jezuitům prodal v roce 1663 panství Hauenštejn vévodovi Jindřichu Juliovi Sasko-Lauenburskému a v roce 1665 nakonec prodal i Planou (získali ji Sinzendorfové).
Po ztrátě majetků v západních a severních Čechách zaměřil František Arnošt svou pozornost na zachování celistvosti dominia ve východních Čechách, z nějž se svolením císaře Leopolda vytvořil fideikomis (1661, respektive závěť Františka Arnošta z roku 1672). Do fideikomusu byl kromě panství Veliš, Staré Hrady a Kopidlno zahrnut také pražský palác na Hradčanech, rodinné šperky, archiv nebo kočáry. V roce 1670 byl od tohoto celku odprodán statek Jičíněves, který koupil hofmistr Františka Arnošta Johann Zumsand ze Sandbergu. Rodině Zumsandů také Šlikové zajistili povýšení do šlechtického stavu (1653). Hrad Veliš byl za vlády Leopolda I. určen k likvidaci, aby nemohl sloužit jako opěrný bod nepřátelským vojskům. Zboření hradu se František Arnošt snažil zabránit, ale ještě za jeho vlády byl uváděn již jako zřícenina. Stranou zájmu stál i zámek Staré Hrady. Hlavním sídlem byl v té době zámek Kopidlno, který začal stavět Jindřich Šlik již koncem třicetileté války. Přestavba zámku byla dokončena v roce 1661 a několikrát zde v té době pobýval rodinný patron kardinál Harrach, který o svých návštěvách zanechal poznámky v denících. Panství Kopidlno rozšířil nákupy několika sousedních statků (Bartoušov).
Patřil k mecenášům katolické církve, v Litoměřicích financoval výstavbu kapucínského kláštera s kostelem sv. Ludmily, k tomu byl také zavázán otcovou poslední vůlí. Spolu s první manželkou podporoval i poutní kostel sv. Anny v Plané.
Hrabě František Arnošt Šlik z Holíče a Pasounu zemřel dne 16. srpna 1675 v Řezně.

### Manželství a potomstvo
František Arnošt Šlik byl dvakrát ženatý. Jeho první manželkou byla Marie Markéta Ungnadová z Weissenwolffu († 1661), dcera významného dvořana a státníka hraběte Davida Ungnada z Weissenwolffu (1604–1672). Na základě tohot příbuzenského vztahu vznesli Ungnadové na začátku 20. století nároky na dědictví Šliků. Svatba se konala 22. září 1652 v Praze a patřila k významným společenským událostem své doby s účastí mnoha vlivných hostů, hostinu na Pražském hradě novomanželům vystrojil císař Ferdinand III., který tehdy delší dobu pobýval v Čechách. Po ovdovění se podruhé oženil s baronkou Helenou Maxmiliánou z Drahotuše (respektive von Traudisch) (†1700), která byla vdovou po vzdáleném příbuzném Jindřichu Vilémovi Šlikovi a dědičkou statků ve Slezsku. Po úmrtí Františka Arnošta se v roce 1676 znovu provdala za císařského polního maršála hraběte Františka Taaffe (1639–1704).
Z obou manželství se narodilo celkem sedm potomků, z nichž pět zemřelo v dětství. Dospělého věku se dožili dva synové, kteří byli významnými pokračovateli rodu. Starší František Josef (1656–1740) byl dlouholetým prezidentem české komory a iniciátorem budování barokního krajinářského komplexu ve východních Čechách. Mladší syn Leopold (1663–1723) dosáhl jako vojevůdce a diplomat významu během válek s Turky a za války o španělské dědictví. 
Portréty Františka Arnošta Šlika a jeho první manželky Marie Markéty, rozené Ungnadové z Weissenwolffu v životní velikosti jsou uloženy ve sbírkách Národního památkového ústavu na zámku Sychrov.
Z otcova druhého manželství měl František Arnošt čtyři sestry, dospělosti se dožila jen výše zmíněná Marie Sidonie (1624–1691), provdaná v roce 1642 za hraběte Ottu z Waldburgu (1615–1663). Z otcova dědictví převzala panství Ploskovice v severních Čechách, prodané později Jindřichovi Sasko-Lauenburskému. Po ovdovění se podruhé provdala za hraběte Gustava Adolfa z Varrensbachu (1629–1693), s nímž poté žila na zámku Nový hrad na Lounsku.